# Julius Heinrich Gottlieb Schlegel (Mediziner)
Julius Heinrich Gottlieb Schlegel (* 15. März 1772 in Jena; † 19. Januar 1839 in Wien) war ein deutscher Arzt.

## Leben
Schlegel war der Sohn des Jenaer Musikdirektors Johann Christian Schlegel. Er erhielt in Jena zunächst die frühe Bildung und nahm 1788 das Studium der Medizin an der Universität Jena auf. Am 6. Mai 1795 wurde er mit der Dissertation Diss. inaug. sistens historiam litis de identitate miasmatis venerei ac gonorrhoici zum Doktor der Medizin und Chirurgie promoviert. Er ließ sich 1796 zunächst als Arzt in Jena nieder. Noch im selben Jahr folgte er einem Ruf als Amtsarzt nach Ilmenau, wo er etwas später auch Stadtarzt wurde.
Schlegel erhielt 1810 die Ernennung zum herzoglich Sachsen-Weimarischen und herzoglich Sachsen-Meiningischen Hofmedicus und 1811 zum fürstlich Schwarzburg-Sondershausenschen Hofrat. Während der Befreiungskriege 1813/1814 war er in verschiedenen Lazaretten um Ilmenau als Arzt tätig. 1817 wechselte er in die Stellung als herzoglich Sachsen-Meiningischer Sanitätspolizeidirektor, außerdem war er erstes ärztliches Mitglied der Medizinaldeputation des herzoglichen Landesregierungs-Verwaltungssenats. 1824 wurde er schließlich Badearzt im Kurort Bad Liebenstein im Thüringer Wald.
Schlegel erhielt das Ritterkreuz des herzoglich Sachsen-Weimarischen Hausordens vom Weißen Falken, zudem war er korrespondierendes Mitglied der k.k. medizinisch-chirurgischen Josephs-Akademie zu Wien und der Physikalisch-Medizinischen Gesellschaft zu Erlangen sowie ordentliches Mitglied der Mineralogischen Gesellschaft zu Jena.

## Publikation (Auswahl)
- Sammlung aller Sanitäts-Verordnungen für das Fürstenthum Weimar bis zu Ende des Jahres 1802, Jena 1803.
- Fieberlehre oder theoretisch-praktisches Handbuch zur Erkenntniß und Behandlung der Fieber, Erfurt 1824.
- Die Mineralquelle zu Liebenstein, Meiningen 1827.
- Das Heimweh und der Selbstmord, Hildburghausen 1835.